# Ivan Frgić
Ivan Frgić (18. července 1953 Sombor, Jugoslávie – 31. října 2015) byl jugoslávský a srbský zápasník chorvatského původu, reprezentant v zápase řecko-římském, stříbrný z olympijských her a mistrovství světa, mistr Evropy.
V roce 1976 na olympijských hrách v Montrealu vybojoval v kategorii do 57 kg stříbrnou medaili a v roce 1980 na hrách v Moskvě ve stejné kategorii čtvrté místo. V roce 1978 vybojoval stříbro, v roce 1974 a 1977 bronz na mistrovství světa, v roce 1975 a 1979 byl šestý. V roce 1973 vybojoval bronz a v roce 1975 zlato na mistrovství Evropy. V letech 1971, 1973 a 1975 až 1979 vybojoval titul mistra Jugoslávie. Po skončení aktivní sportovní kariéry působil jako trenér a funkcionář. Byl členem RK Radnički Sombor, kde zastával také pozici předsedy klubu. Zemřel po dlouhé nemoci v říjnu 2015 a pochován byl na katolickém hřbitově v Somboru.